# Uroleucon chilense
Uroleucon chilense är en insektsart som först beskrevs av Essig 1953.  Uroleucon chilense ingår i släktet Uroleucon och familjen långrörsbladlöss. Inga underarter finns listade i Catalogue of Life.